# 散乱蛋白
散乱蛋白（英語：Dishevelled，Dsh）是涉及钙离子与非钙离子Wnt信号通路的蛋白质家族。Dsh是一种胞浆内的磷酸化蛋白，作为卷曲受体的下游信号分子。其得名于在果蝇中最初发现该基因时，其基因突变会导致身体和翅膀的刚毛定位错误。